# Naturdenkmal Bachschwinde am Warthügel
Das Naturdenkmal Bachschwinde am Warthügel mit 0,48 ha Flächengröße liegt im Stadtgebiet von Marsberg nordöstlich von Heddinghausen im Hochsauerlandkreis. Das Gebiet wurde 2008 mit dem Landschaftsplan Marsberg durch den Kreistag des Hochsauerlandkreises als Naturdenkmal (ND) ausgewiesen. Das ND ist vom Landschaftsschutzgebiet Rotes Land umgeben.

## Beschreibung
Der Landschaftsplan führt zum ND aus: „Am Ostrand des Waldgebietes ‚Kump‘, das i. W. auf den Buntsandsteinen des Trias stockt, tut sich ein imposantes Schwalgloch auf, das vorrangig ein von Osten einmündende Gewässer aufnimmt. Es entspringt ca. 450 m oberhalb in einem durch alten Bergbau überformten, fichtenbestockten Quellgebiet und bildet nach Unterquerung eines Wirtschaftsweges einen relativ naturnahen, teilweise mäandrierenden Bachlauf. Sein Haupteinzugsgebiet liegt hier auf der Nordseite, wo die quelligen Standorte mit Fichten aufgeforstet wurden; im Süden grenzt ein naturnaher Buchenwald mit kleinen gewässernahen Sickerquellen an. Innerhalb des ca. 45 × 75 m großen, tief und steil eingeschnittenen Schwalglochs liegen mehrere Schluckstellen, in denen das Wasser je nach anfallender Menge an unterschiedlichen Stellen im Zechsteinkalk verschwindet. Auch aus der östlich angrenzenden Ackerfläche läuft Wasser zu, das i. W. aus Drän-Ausmündungen stammen dürfte. Der Boden der Senke ist überwiegend mit Erlen bewachsen, in der Krautschicht dominiert die Brennnessel. Das Schutzobjekt bildet eine landschaftlich wertvolle Kleinstruktur.“

## Schutzzweck
Der Landschaftsplan führt zum Schutzzweck aus: „Alle nachfolgenden Naturdenkmale stellen Einzelschöpfungen der Natur dar, die aus wissenschaftlichen, landeskundlichen und erdgeschichtlichen Gründen sowie wegen ihrer Seltenheit und Eigenart schutzbedürftig sind.“ Im ND sind „alle Handlungen verboten, die zu einer Zerstörung, Beschädigung oder Veränderung des geschützten Objektes führen können. Insbesondere ist verboten:
- Aufschüttungen, Verfüllungen, Abgrabungen oder Ausschachtungen vorzunehmen oder die Bodengestalt in anderer Weise zu verändern;
- Bäume, Sträucher oder sonstige wildwachsende Pflanzen zu beschädigen, auszureißen, auszugraben oder Teile davon abzutrennen oder auf andere Weise in ihrem Wachstum zu beeinträchtigen;
- bauliche Anlagen zu errichten.“[2]